# Абу Джахль
Амр ібн Хішам (араб. عَمْرو بن هِشَام, кириліз.: ʿАмр ібн Хішам), більш відомий як Абу Джахль (араб. أبو جهل, латиніз. Батько Невігластва;) — мекканський лідер курайшитів-язичників, відомий своєю опозицією до ісламського пророка Мухаммада. Він був найвидатнішим і найзапеклішим противником ісламу.
Видатний голова клану Бану Махзум, Амр був відомий серед доісламських арабів як Абу аль-Хакам («Батько Мудрості»). Після того, як Мухаммад почав проповідувати монотеїзм, Амр виступив проти нього і часто фізично нападав на ранніх мусульман. Він переслідував багатьох новонавернених, зокрема Сумайю та Ясір ібн Амір. Через його жорстокі методи тортур Мухаммад дав йому прізвиська Абу Джахль («Батько Невігластва») та Фіраун аль-Умма («Фараон цієї громади»).
Після переселення мусульман до Медини, Амр зібрав велику армію язичників, щоб напасти на місто і вбити мусульман. 13 березня 624 року відбулася битва при Бадрі, в якій Амр був одним з головних командувачів. У битві його смертельно поранили Муавваз ібн Амр та Муаз ібн Амр і врешті-решт убив Абдуллах ібн Масуд.

## Походження та раннє життя
Амр народився в Мецці близько 570 року. Його батьком був Хішам ібн аль-Мугіра, арбітр у місцевих суперечках у Мецці в Хіджазі (західна Аравія). Він належав до Бану Махзум, провідного клану племені курайшитів та доісламської аристократії Мекки. Хішам був відомий як «володар Мекки», а дату його смерті курайшити використовували як початок свого календаря. Амра також називали Ібн аль-Ханзалійя, що вказувало на те, що його мати належала до племені Бану Ханзала.

## Біографія
Його прізвисько було Абу-ль-Хакам (أبو الحكم, дослівно «батько мудрих рішень»), оскільки язичники вважали його людиною глибокої мудрості, а старійшини курайшитів цінували за хитрість та розважливість, довіряючи його думці та вважаючи його елітним членом своєї ради. Навіть у тридцятирічному віці він відвідував спеціальні збори в Дар ан-Надва, резиденції Хакіма ібн Хізама, хоча за правилами вік для участі в цих приватних зборах становив не менше сорока років.[джерело?]

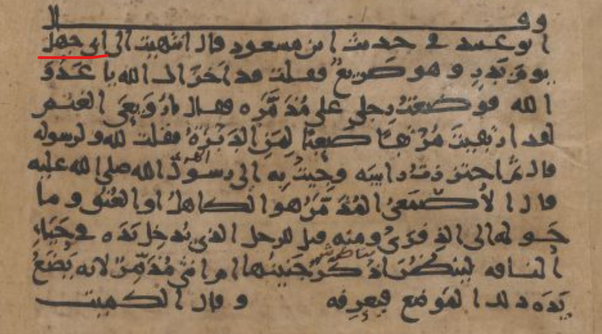
Ім'я Абу Джахля, виділене червоним. З рукопису хадисів MS. Leiden Or. 298, датованого 866 роком.

Амр ібн Хішам виступав проти Мухаммада та відкидав його вчення. У зв'язку з цим Мухаммад назвав його Абу Джахль (أبو جهل, дослівно «батько невігластва»).[джерело?] Мухаммад сказав: «Той, хто називає Абу Джахля „Абу Хакамом“, робить серйозну помилку. Він повинен просити за це прощення в Аллаха». Амр також був відомий як Асад аль-Ахлаф, оскільки він був «левом» ворожих груп, які присягнули боротися проти ісламу та Мухаммада. Амр ібн Хішам мав шрам на коліні, який допоміг Абдаллаху ібн Масуду впізнати його серед убитих і поранених воїнів курайшитів на полі битви при Бадрі. Амр ібн Хішам був майже ровесником Мухаммада. Одного разу в юності вони опинилися разом за столом Абдаллаха ібн Джудана ат-Таймі. Мухаммад був худішим за ібн Хішама і штовхнув його так, що той упав на коліна, і одне з них було настільки глибоко подряпане, що залишився шрам на все життя.
За словами аль-Бухарі, Амр був серед вождів, які різною мірою виявляли «невблаганну ворожість» до мусульман.
Амр Хішам виступив проти Мухаммада, коли той почав публічно проповідувати. Ворожість до Мухаммада спричинили такі причини:

### Боротьба за владу між Бану Махзум та Бану Абд Манаф
Амр ібн Хішам одного разу «потайки» вийшов уночі, щоб послухати Мухаммада, коли той молився у своєму домі. Абу Суф'ян ібн Харб та Аль-Ахнас ібн Шурайк зробили те саме. Кожен з них обрав місце, де міг слухати, і ніхто не знав, де сидить інший. Так вони провели ніч, слухаючи його, доки на світанку не розійшлися. По дорозі додому вони зустрілися і дорікнули один одному, і один сказав іншому: «Не роби цього знову, бо якщо хтось із легковажних дурнів побачить тебе, ти викличеш у нього підозру». Проте вони продовжували робити це протягом наступних двох днів.
Пізніше Амр сказав аль-Ахнасу ібн Шаріку: «Ми змагалися з Бану Абд Манаф у всьому, щоб досягти статусу та шляхетності. Вони годували людей, і ми годували людей. Вони роздавали милостиню, і ми роздавали милостиню. Вони дбали про людей, і ми дбали. Ми робили це, доки не зрівнялися. А тепер вони кажуть: „Від нас вийшов пророк, який отримує одкровення з неба“. Як ми взагалі можемо з цим змагатися? Клянуся Аллахом, ми ніколи не повіримо в нього і ніколи не приймемо його послання!»[джерело?]
Аль-Мугіра ібн Шуба, чоловік з ат-Таїфа, одного разу відвідав Мекку. Він гуляв з ібн Хішамом вулицями, коли вони зустріли Мухаммада. Мухаммад запросив Амра ібн Хішама до ісламу, сказавши: «Чому б тобі не прийняти іслам і не повірити в мене як у Посланника Аллаха?» Амр ібн Хішам відповів: «О Мухаммаде, коли ти припиниш проклинати наших богів? Якщо ти хочеш, щоб ми засвідчили, що ти виконав свою місію, ми засвідчимо. А якби я знав, що ти говориш правду, я б уже пішов за тобою». Мухаммад пішов. Амр ібн Хішам подивився на аль-Мугіру і сказав: «Я знаю, що він говорить правду, але є щось, що мене стримує. Нащадки Кусайя ібн Кілаба ібн Мурри [тоді як Бану Махзум були нащадками Якази ібн Мурри] хотіли аль-Хіджабу (охорону Кааби та збереження її ключа), ас-Сікаю (охорону Замзаму та забезпечення паломників під час хаджу), аль-Іфаду (владу над торгівлею та комерцією), аль-Ліва (владу над бойовим прапором), владу над збройними силами та ан-Надву (збори курайшитів). Ми пожертвували всім на їхню користь [Бану Махзум відповідали лише за кінноту, якою командував Халід ібн Валід] і почали змагатися з ними. Коли ми йдемо ніздря в ніздрю, вони кажуть: „Серед нас є пророк“; Як ми можемо з цим змагатися? Клянуся Аллахом, ми ніколи цього не приймемо».

### Переслідування новонавернених мусульман
Амр ібн Хішам налаштовував мекканців проти мусульман. Коли він чув, що хтось став мусульманином, якщо це була людина з високим соціальним статусом, яка мала родичів, що могли її захистити, він докоряв їй і висміював її, кажучи: «Ти зрікся релігії свого батька, який був кращим за тебе. Ми оголосимо тебе дурнем, назвемо тебе божевільним і знищимо твою репутацію». Якщо це був купець, він казав: «Ми бойкотуватимемо твої товари і доведемо тебе до жебрацтва». Якщо це була людина без соціального статусу, він бив її і налаштовував людей проти неї. Тому багато навернених рабів зазнали «надзвичайної жорстокості» Хішама.
Розповідають, що Амр ібн Хішам часто клав важкі камені на спини своїх рабів, якщо вони робили помилку. Раби-новонавернені, що належали до язичників-курайшитів, зазнавали найсуворіших покарань. Хішам побив Харіту бінт аль-Муамміль, одну з таких рабинь, за її навернення так сильно, що вона втратила зір. Він також напав на Сумайю, матір Аммара ібн Ясіра, і завдав їй смертельних ран, проштрикнувши її списом у статеві органи. Вона стала першою мусульманкою, що прийняла мученицьку смерть за іслам. Хішам також переслідував батька Аммара, Ясіра ібн Аміра, та його брата Абдуллаха і катував їх до смерті на очах у сина.
Амр ібн Хішам одного разу вдарив Абдаллаха ібн Масуда і побив його в Мецці.

#### Людина з Бану Іраш
«Переслідування» з боку Хішама були спрямовані не тільки на його власних людей, але його «негідна поведінка» поширювалася і на людей за межами Мекки.
Одного разу чоловік з племені Іраш прийшов до Мекки, скаржачись, що Хішам купив у нього верблюдів, але не заплатив. Коли іраші попросив людей допомогти йому, вони направили його до Мухаммада з наміром розпалити сварку. Мухаммад привів його до будинку Хішама і попросив віддати іраші гроші, які він йому заборгував. Хішам негайно повернувся з грошима, його обличчя було надзвичайно блідим і боязким. Розчаровані курайшити згодом із сарказмом дорікали Хішаму. Він сказав: «Горе вам усім! Щойно я почув стукіт у двері, я почув жахливий звук, який наповнив мене трепетом. Коли я подивився, що це було, то побачив найвеличезнішого і найлютішого верблюда, якого я коли-небудь бачив, він височів над моєю головою. Клянуся Аллахом, якби я забарився або відмовив, він би з’їв мене живцем!»
Коли Мухаммад був у Мецці, до нього прийшли близько двадцяти християн з Абіссінії (або Наджрану), почувши про нього. Мухаммад відповів на всі їхні запитання і прочитав їм Коран. З їхніх очей текли сльози, і вони прийняли іслам. Хішам перехопив їх, коли вони йшли, кажучи: «Боже, яка ви жалюгідна зграя! Ваші люди вдома послали вас, щоб дізнатися про цього чоловіка, а щойно ви сіли з ним, як зреклися своєї релігії і повірили тому, що він сказав. Ми не знаємо більш дурної зграї, ніж ви». Вони відповіли: «Мир тобі. Ми не будемо вступати з тобою в дурні суперечки. У нас своя релігія, а у вас своя. Ми не шкодували зусиль у пошуках найкращого».

#### Ворожість до Мухаммада
Згідно з ісламськими текстами, одного дня Хішам заявив: «Беру Бога у свідки, що завтра я чекатиму на нього з каменем, який ледве зможу підняти, і коли він впаде ниць у молитві, я розтрощу йому череп. Зрадьте мене чи захищайте, нехай Бану Абд Манаф роблять, що хочуть після цього». Курайшити сказали, що ніколи не зрадять його і що він може продовжувати свій проєкт. Коли настав ранок, Хішам взяв камінь і сів чекати на Мухаммада. Апостол встав, щоб молитися, а курайшити сиділи на своїх зборах, чекаючи, що зробить Хішам. Коли апостол впав ниць, Хішам «взяв камінь і пішов до нього, але коли наблизився, втік, блідий від жаху, а його рука оніміла на камені, тож він кинув камінь». Курайшити запитали його, що сталося, і він відповів, що коли він наблизився, на його шляху став верблюд-жеребець. «Клянуся Богом, — сказав він, — я ніколи не бачив нічого подібного до його голови, плечей і зубів у жодного жеребця, і він виглядав так, ніби хотів мене з'їсти».
Передають зі слів Абдаллаха ібн Аббаса: Хішам сказав: «Якщо я побачу Мухаммада, що молиться біля Кааби, я наступлю йому на шию». Коли Пророк почув про це, він сказав: «Якщо він це зробить, ангели схоплять його».
Передають зі слів Абдаллаха ібн Масуда: Одного разу Пророк молився біля Кааби. Хішам сидів з кількома своїми супутниками. Один з них сказав іншим: «Хто з вас принесе нутрощі верблюда з племені такого-то і покладе їх на спину Мухаммада, коли він вклониться?» Найнещасніший з них встав і приніс їх. Він дочекався, поки Пророк вклониться, і поклав їх йому на спину між плечима. Я спостерігав, але нічого не міг зробити. Хотів би я, щоб зі мною були люди, які могли б протистояти їм. Вони почали сміятися і падати один на одного. Посланник Аллаха був у поклоні і не піднімав голови, доки Фатіма (дочка Пророка) не прийшла і не скинула це (нутрощі верблюда) з його спини. Він підняв голову і тричі сказав: «О Аллаху! Покарай курайшитів». Це було «важко» для Хішама та його супутників, коли Пророк звернувся до Аллаха проти них, оскільки вони були переконані, що молитви та заклики приймаються в цьому місті (Мецці). Пророк сказав: «О Аллаху! Покарай Абу Джахля, Утбу ібн Рабіа, Шайбу ібн Рабіа, Аль-Валіда ібн Утбу, Умайю ібн Халафа та Укбу ібн Абу Муайта (і він згадав сьомого, ім'я якого я не пам'ятаю). Клянуся Аллахом, в руках Якого моє життя, я бачив мертві тіла тих людей, яких Посланник Аллаха перерахував, у Калібі (одному з колодязів) Бадра».
Після того, як його племінник Умар прийняв іслам, він попрямував до Кааби з групою мусульман, серед яких був Хамза ібн Абд аль-Мутталиб. Умар оголосив про свою віру перед язичниками, і розлючений Амр ібн Хішам послав своїх людей напасти на Умара. Утба ібн Рабіа першим напав на Умара, але Умар сильно вдарив Утбу і поранив його. Потім Умар відкрито молився біля Кааби, а Амр та Абу Суф'ян гнівно дивилися на нього.
Коран розповідає, що язичники-курайшити вимагали від Мухаммада зробити найнеймовірніші речі, щоб довести своє пророцтво. Одного разу Хішам разом з іншими лідерами, включаючи аль-Валіда ібн аль-Мугіру, аль-Аса ібн Ваїля, аль-Аса ібн Хішама, Асвада ібн Абд Ягуса, аль-Асвада ібн аль-Мутталіба, Зам'а ібн Асвада, ан-Надра ібн аль-Харіса, попросили Мухаммада: «Якщо ти справді пророк, то розколи місяць навпіл, щоб одна половина з'явилася над горою Абу-Кубайс, а інша — над горою Куайкіан». Мухаммад запитав: «Якщо я це зроблю, чи станете ви мусульманами?» Вони погодилися. У 14-ту ніч, коли був повний місяць, Мухаммад «молився Аллаху, щоб він дав йому це диво». Коли Гавриїл, згідно з ісламськими текстами, повідомив йому, що Аллах «виконав його молитву», він оголосив про це мекканцям. Язичники, згідно з ісламськими текстами, «стали свідками розколу місяця». Мухаммад крикнув мусульманам: «О Абу Салама ібн Абдул-Асад! Аркам ібн Абі'ль-Аркам! Свідчіть!»
Однак язичники сказали: «Син Абу Кабші наклав на вас закляття!» Деякі з них також сказали: «Якщо Мухаммад наклав закляття на нас, то він не міг накласти закляття на всіх! Давайте запитаємо подорожніх, які прийшли з навколишніх районів, чи бачили вони те саме, що й ми». Коли вони запитали людей, ті відповіли, що місяць дійсно був «розколений на дві частини». Проте язичники «відкинули іслам». «Це поширене чаклунство», — сказали вони, — «сирота Абу Таліба зачарував небо своїм закляттям». (Сахіх аль-Бухарі 3636, 3638)
Хішам зустрів Мухаммада біля ас-Сафи, образив його і поводився вкрай нахабно, зневажливо говорячи про його релігію і намагаючись його зганьбити. Мухаммад нічого йому не відповів. У цей час вільновідпущениця, що належала Абдуллаху ібн Джудану, була у своєму домі і слухала, що відбувається. Коли Хішам пішов, він приєднався до зборів курайшитів біля Кааби. Невдовзі прибув Хамза ібн Абд аль-Мутталиб з луком на плечі, повертаючись з полювання, бо він любив полювати. Повернувшись з полювання, він ніколи не йшов додому, доки не обійде Каабу, і після цього, проходячи повз збори курайшитів, він зупинявся, вітався і розмовляв з ними. Він був найсильнішим і найнепоступливішим з курайшитів. Мухаммад уже повернувся додому, коли Хамза проходив повз цю жінку, і вона запитала його, чи чув він про те, що Амр ібн Хішам щойно зробив його племіннику Мухаммаду; як він знайшов його тихо сидячим, образив його, прокляв, погано поводився з ним, а Мухаммад не відповів ні слова. Хамза розлютився, бо Бог мав намір вшанувати його, тому він побіг і ні з ким не привітався, маючи намір покарати Хішама, коли зустріне його. Коли він дійшов до мечеті, він побачив Хішама, що сидів серед людей, підійшов до нього, став над ним, підняв свій лук і завдав йому сильного удару, кажучи: «Ти ображаєш його, коли я сповідую його релігію і кажу те, що він каже? Вдар мене у відповідь, якщо зможеш!» Деякі з Бану Махзум встали, щоб допомогти Хішаму, але він сказав: «Залиште Абу Умару в спокої, бо, клянуся Богом, я глибоко образив його племінника».
Айяш ібн Абі Рабіа був одним із двоюрідних братів Амра ібн Хішама по батьківській лінії, а також його братом по матері. Айяш був серед ранніх новонавернених мусульман, які емігрували до Медіни раніше Мухаммада. Хішам «розробив план, щоб повернути його до Мекки». Відповідно, він поїхав до Медіни зі своїм братом Харісом і розповів Айяшу брехливу історію про хворобу його матері, щоб викликати його емоції. Хішам також «збрехав про те, що його мати дала клятву не сидіти в тіні і не розчісувати волосся, доки не побачить Айяша знову». Умар ібн аль-Хаттаб намагався попередити його, кажучи: «Це ніщо інше, як спроба людей спокусити тебе від твоєї релігії, тож стережися їх; бо, клянуся Аллахом, якби воші турбували твою матір, вона б скористалася гребінцем, а якби спека Мекки гнітила її, вона б сховалася від неї». Але Айяш сказав: «Я звільню свою матір від її клятви; також у мене там є гроші, які я можу забрати». Умар сказав йому, що він один з найбагатших курайшитів і може отримати половину його грошей, якщо відмовиться йти з цими двома чоловіками. Але коли Умар побачив, що він рішуче налаштований іти, він сказав: «Якщо ти мусиш іти, то візьми цього мого верблюда. Він добре вихований і легкий у їзді. Не злазь з нього, і якщо ти запідозриш їх у зраді, ти зможеш втекти на ньому». Троє вирушили, і по дорозі Хішам сказав: «Племіннику, мені важко їхати на моїй тварині. Чи не посадиш мене позаду себе?» Коли той погодився, вони змусили своїх верблюдів стати на коліна для пересадки, і коли опинилися на землі, вони накинулися на нього, міцно зв'язали і привезли до Мекки вдень, кажучи: «О люди Мекки, поводьтеся зі своїми дурнями так, як ми повелися з цим нашим дурнем».
Дім Бану Джахш був замкнений, коли вони пішли, і Утба ібн Рабіа, аль-Аббас ібн Абдул-Мутталіб та Хішам проходили повз нього по дорозі до верхньої частини Мекки. Утба подивився на нього, його двері гойдалися на вітрі, порожні від мешканців, і важко зітхнув, сказавши:
«Кожен дім, як би довго не тривало його процвітання, одного дня спіткає нещастя і біда».
Потім Утба додав: «Дім Бану Джахш спорожнів». На що Хішам відповів: «Ніхто за цим не плакатиме. Це робота племінника цього чоловіка. Він розділив нашу громаду, розладнав наші справи і вбив клин між нами».

### Бойкот Бану Хашим
Як засіб стримування Мухаммада від поширення його послання, курайшити оголосили бойкот Бану Хашим та Бану Мутталиб. Хішам зустрів Хакіма ібн Хізама, з яким був племінник, що ніс борошно для своєї тітки Хадиджі, яка була з ним у гірській ущелині. Він вчепився в нього і сказав: «Ти несеш їжу до Бану Хашим? Клянуся Аллахом, перш ніж ти і твоя їжа звідси рушите, я викрию тебе в Мецці». Абу'ль-Бахтарі (аль-Ас) ібн Хішам підійшов до нього і сказав: «Що між вами відбувається?» Коли той сказав, що Хакім несе їжу до Бану Хашим, він сказав: «Це їжа, яка належить його тітці, і вона послала його за нею. Ти намагаєшся перешкодити йому віднести їй її власну їжу? Нехай чоловік іде своєю дорогою». Хішам відмовлявся, доки не дійшло до бійки, і Абу'ль-Бахтарі (аль-Ас) ібн Хішам взяв верблюжу щелепу, збив його з ніг, поранив і жорстоко топтав.
Ця ситуація врешті-решт викликала розбіжності між різними мекканськими фракціями, які були пов'язані з обложеними кровними узами. Після трьох років блокади, в місяці Мухаррам десятого року місії Мухаммада, пакт було розірвано. Хішам ібн Амр, який таємно вночі проносив їжу для Бану Хашим, пішов до Зухайра ібн Абу Умайї ібн аль-Мугіри, одного з двоюрідних братів Хішама по батьківській лінії, і дорікнув йому за те, що він мириться з нестерпним ставленням до своїх дядьків у вигнанні. Останній поскаржився на безсилля, але погодився співпрацювати з Хішамом і створити групу тиску, яка б забезпечила звільнення вигнанців. На основі родинних зв'язків виникла група з п'яти осіб, які вирішили скасувати пакт і оголосити всі відповідні пункти недійсними. Це були Хішам ібн Амр, Зухайр ібн Абу Умайя ібн аль-Мугіра, Аль-Мут'ім ібн Аді, Абу'ль-Бахтарі (аль-Ас) ібн Хішам і Зам'а ібн аль-Асвад. Вони вирішили зустрітися на місці зборів і розпочати свою місію з самої території Священного Дому. Зухайр, після семикратного обходу, разом зі своїми колегами звернувся до присутніх і дорікнув їм за те, що вони насолоджуються благами життя, тоді як їхні родичі з Бану Хашим гинуть від голоду та економічного бойкоту. Вони поклялися, що не заспокояться, доки пергамент бойкоту не буде розірваний, а пакт негайно не скасовано. Хішам, що стояв поруч, відповів, що його ніколи не розірвуть. Зам'а розлютився і звинуватив Хішама у брехні, додавши, що пакт було укладено, а пергамент написано без їхньої згоди. Абу'ль-Бахтарі втрутився і підтримав Зам'у. Аль-Мут'ім ібн Аді та Хішам ібн Амр засвідчили правдивість своїх двох товаришів. Хішам, хитро намагаючись загасити гарячу суперечку, що суперечила його злим намірам, відповів, що питання вже було вирішене раніше і в іншому місці. (Ар-Рахік Аль-Махтум)

### План убивства та хіджра
Зрештою, Хішам вигадав план убивства Мухаммада. Кожен клан мав надати молодого, сильного, знатного воїна-аристократа; кожен з них мав отримати гострий меч; потім кожен з них мав завдати йому удару і вбити його. Таким чином, вони позбулися б його, а відповідальність за його кров лягла б на всі клани. Бану Абд Манаф не змогли б боротися з усіма і змушені були б прийняти викуп за кров, який вони б усі разом зібрали.
Дізнавшись про втечу Мухаммада з Абу Бакром, Хішам кинувся до будинку Абу Бакра. На допиті дочка Абу Бакра Асма відмовилася повідомити їхнє місцеперебування. Хішам у «нападі люті вдарив її так сильно, що у неї випало кілька зубів, а сережка відлетіла».
Щойно курайшити зрозуміли, що Мухаммад утік з Абу Бакром, вони відправили за ними в погоню кінноту, включаючи Умайю ібн Халафа, Абу Лахаба та Хішама. У своїй несамовитій спробі вистежити їх, курайшити йшли їхніми слідами аж до гори Саур, де Мухаммад дійсно ховався в печері. Один із переслідувачів запропонував перевірити печеру, але Умайя ібн Халаф пожартував з нього і показав на цілу павутину та непорушене пташине гніздо біля входу в печеру. Хішам був єдиним, хто ще не переконався, і сказав: «Клянуся Лат і Уззою, я впевнений, що вони ховаються десь поруч. Вони, мабуть, зараз дивляться на нас, поки ми їх шукаємо. Мухаммад наклав закляття на наші очі, щоб ми їх не бачили».
Хоча Мухаммаду вдалося наразі втекти, Хішам не здався і оголосив нагороду в 100 найкращих арабських верблюдів за те, щоб його привезли живим чи мертвим. Сурака ібн Малік ібн Джушум аль-Мадладжі відразу ж погнався за Мухаммадом. Коли він наздоганяв їх, раптом копита його жеребця загрузли в пустельному піску, а його кінцівки паралізувало. Тож він благав його про помилування. На його прохання Мухаммад помолився за його порятунок і дозволив йому безкарно піти, уклавши договір про збереження таємниці їхнього місцезнаходження та відбиття інших переслідувачів.
Коли Сурака був повністю впевнений, що Мухаммад дістався Медіни, він повернувся до Мекки, розповідаючи всім про свій дивовижний випадок. Оскільки Сурака був вождем Бану Мадладж, Хішам «побоювався, що його плем'я прийме іслам», вражене цією історією.
Тому Хішам написав листа до племені Бану Мадладж, попереджаючи їх про відхилення Сураки, зневажаючи його за боягузтво та егоїзм і радячи їм не коритися йому. Сурака, однак, відповів на цей лист, сказавши: «О Абу Джахль! Клянуся Аллахом, якби ти бачив, як мій кінь застряг у піску, ти б теж не сумнівався в пророцтві Мухаммада. Я справді бачу, що він скоро пануватиме над усією Аравією, і всі стануть його послідовниками!»

### Перед битвою при Бадрі
Перед битвою при Бадрі, Саад ібн Муаз одного разу відвідав Мекку, щоб виконати свою умру зі своїм немусульманським другом Умайєю ібн Халафом, коли вони зустріли Амра. У них виникла суперечка, і коли вона загострилася, Саад погрожував йому перекрити мекканський торговий шлях до Сирії, а Амр повідомив Умайї, що його життю загрожує Мухаммад.
Абдуллах ібн Масуд розповідав:
Саад ібн Муаз прибув до Мекки з наміром виконати умру і зупинився в домі Умайї ібн Халафа Абі Сафвана, бо сам Умайя зупинявся в домі Саада, коли проїжджав через Медіну по дорозі до Шаму. Умайя сказав Сааду: «Чи не почекаєш до полудня, коли люди будуть (у своїх домівках), тоді ти зможеш піти і виконати таваф навколо Кааби?» Тож, поки Саад обходив Каабу, підійшов Хішам і запитав: «Хто це виконує таваф?» Саад відповів: «Я — Саад». Хішам сказав: «Ти безпечно обходиш Каабу, хоча дав притулок Мухаммаду та його супутникам?» Саад сказав: «Так», і вони почали сваритися. Умайя сказав Сааду: «Не кричи на Абі-ль-Хакама, бо він — вождь долини (Мекки)». Тоді Саад сказав (Хішаму): «Клянуся Аллахом, якщо ти завадиш мені виконати таваф Кааби, я зруйную твою торгівлю з Шамом». Умайя продовжував говорити Сааду: «Не підвищуй голосу», і тримав його. Саад розлютився і сказав (Умайї): «Відійди від мене, бо я чув, як Мухаммад казав, що він уб'є тебе». Умайя запитав: «Він уб'є мене?» Саад сказав: «Так». Умайя сказав: «Клянуся Аллахом! Коли Мухаммад щось каже, він ніколи не бреше». Умайя пішов до своєї дружини і сказав їй: «Ти знаєш, що мій брат з Ясрибу (тобто Медіни) сказав мені?» Вона запитала: «Що він сказав?» Він відповів: «Він стверджує, що чув, як Мухаммад казав, що вб'є мене». Вона сказала: «Клянуся Аллахом! Мухаммад ніколи не бреше». Тож, коли невірні почали готуватися до Бадра (битви) і оголосили війну (мусульманам), його дружина сказала йому: «Хіба ти не пам'ятаєш, що тобі сказав твій брат з Ясрибу?» Умайя вирішив не йти, але Хішам сказав йому: «Ти — один зі знатних людей долини Мекки, тож ти повинен супроводжувати нас день чи два». Він пішов з ними, і так Аллах його вбив.
Мекканці не залишали Мухаммада в спокої навіть у Медіні. Вони відправили Хішама на чолі трьохсот вершників, щоб «тероризувати мусульман». Мухаммад негайно відправив загін з тридцяти мухаджирів на чолі з Хамзою ібн Абд аль-Мутталибом (Ібн Са'д, 2:9). Два загони зіткнулися на узбережжі в околицях аль-Іса (на території Джухайни), ставши обличчям до обличчя в готовності до бою. У розпалі моменту втрутився Маджді ібн Амр аль-Джухані і змусив їх скласти зброю. Він був у мирі з обома сторонами згідно з перемир'ям. Тож сутичка закінчилася без бою. Після цього Хішам висловив великий жаль у написаній ним поемі і сподівався на майбутню перемогу над мусульманами.
Коли Абу Суф'ян ібн Харб надіслав до Мекки сигнал лиха, курайшити зібрали близько 1000 чоловік для битви. Хішам, вирушаючи до Бадра, схопився за покривало (Гіляф) Кааби і щиро благав Аллаха, щоб Він дарував перемогу тій стороні, яка була на боці правди.

## Смерть
«Вперта позиція» Хішама призвела до справжньої битви, незважаючи на кілька спроб залякування з боку деяких лідерів курайшитів.
Аль-Джухфа Джухайм ібн ас-Сальт ібн Махрама ібн аль-Мутталіб намагався відмовити курайшитів від битви, посилаючись на зловісне видіння. Але Хішам «сардонічно» відповів: «Ось ще один пророк з Бану аль-Мутталіб! Завтра він дізнається, якщо ми зустрінемося з ними, хто буде вбитий!»
Коли Абу Суф'ян ібн Харб побачив, що врятував свій караван, він передав курайшитам: «Оскільки ви вийшли, щоб врятувати свій караван, своїх людей і своє майно, і Бог їх урятував, повертайтеся назад». Але Хішам сказав: «Клянуся Аллахом, ми не повернемося, поки не побуваємо в Бадрі». Бадр — це місце одного з арабських ярмарків, де вони щороку влаштовували ринок. «Ми проведемо там три дні, заріжемо верблюдів, будемо бенкетувати і пити вино, а дівчата гратимуть для нас. Араби почують, що ми прийшли і зібралися, і будуть поважати нас у майбутньому. Тож ходімо!»
Хакім ібн Хізам намагався утримати Утбу ібн Рабіа від участі в битві, ґрунтуючись на доповіді Умайра ібн Вахба аль-Джумахі. За порадою Утби, Хакім звернувся до Хішама, щоб той відмовив його. Але Хішам зневажив його пораду, сказавши: «Клянуся Аллахом, його легені роздулися (від страху), коли він побачив Мухаммада та його супутників. Ні, клянуся Аллахом, ми не повернемося, поки Аллах не вирішить між нами та Мухаммадом. Утба не вірить власним словам, але він бачить, що Мухаммад і його супутники (за кількістю) як їдці одного зарізаного верблюда, і його син (тобто Абу Хузайфа ібн Утба) серед них, тому він боїться, що ви його вб'єте».
Хішам був смертельно поранений у битві при Бадрі Муаввазом ібн Афрою та Муазом ібн Амром, але був убитий Абдаллахом ібн Масудом.
Абдур-Рахман ібн Ауф розповідав:
Коли я стояв у ряду в день (битви) при Бадрі, я подивився праворуч і ліворуч і побачив двох молодих хлопців-ансарів, і я пошкодував, що не був сильнішим за них. Один з них звернув мою увагу, сказавши: «Дядьку! Чи знаєш ти Абу Джахля?» Я сказав: «Так, що ти хочеш від нього, мій племіннику?» Він сказав: «Мені повідомили, що він ображає Посланника Аллаха. Клянуся Тим, у Чиїх Руках моє життя, якщо я його побачу, моє тіло не залишить його тіла, доки один з нас не зустріне свою долю». Я був вражений цими словами. Потім інший хлопець звернув мою увагу, сказавши те саме, що й перший. Через деякий час я побачив Абу Джахля, що йшов серед людей. Я сказав (хлопцям): «Дивіться! Це той чоловік, про якого ви мене питали». Тож вони обоє напали на нього зі своїми мечами і вдарили його на смерть (рука одного з хлопців була відрубана, вона бовталася, тож він наступив на неї ногою і силою відірвав, щоб вона не заважала йому вбити Абу Джахля) і повернулися до Посланника Аллаха, щоб повідомити йому про це. Посланник Аллаха запитав: «Хто з вас його вбив?» Кожен з них сказав: «Я його вбив». Посланник Аллаха запитав: «Ви почистили свої мечі?» Вони сказали: «Ні». Він подивився на їхні мечі і сказав: «Безсумнівно, ви обоє його вбили, і здобич померлого буде віддана вам обом». Пізніше Муаввіз був убитий у битві. Тож Муаз ібн Амр ібн Аль-Джамух отримав здобич Абу Джахля.

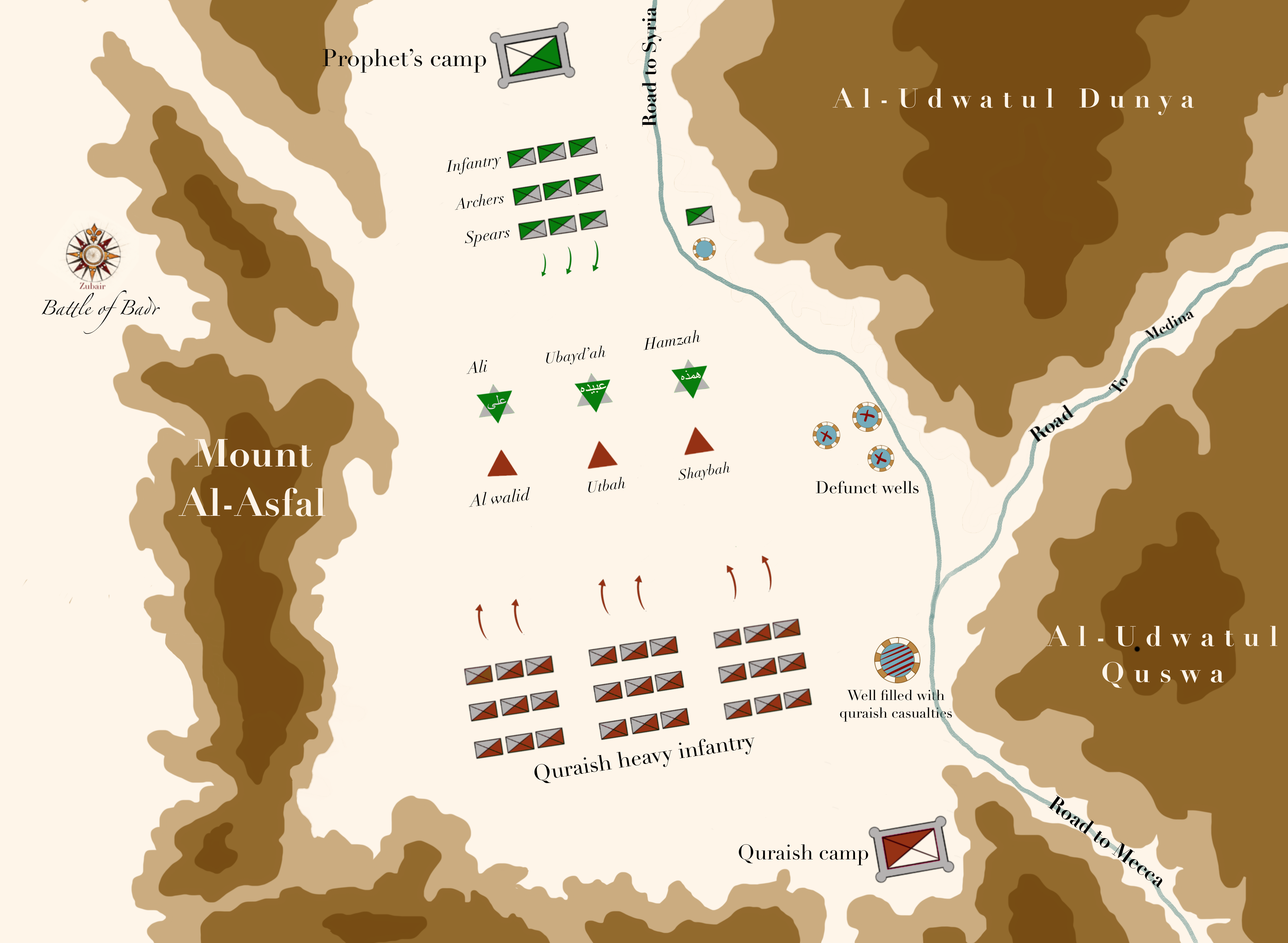
Мапа таборів мусульман і мушриків у битві при Бадрі

Муаз ібн Амр ібн аль-Джамух сказав: «Я чув, як люди казали, коли Абу Джахль був у заростях: „До Абу Джахля не дістатися“. Коли я це почув, я взяв це на себе і попрямував до нього. Коли я наблизився на відстань удару, я напав на нього і завдав удару, від якого відлетіла його нога і пів гомілки. Я можу порівняти це лише з фініковою кісточкою, що вилітає з-під товкача, коли її б'ють. Його син Ікріма вдарив мене по плечу і відрубав руку, вона повисла на клапті шкіри збоку, і битва змусила мене залишити його. Я бився весь день, тягнучи за собою руку, і коли вона почала мені боліти, я наступив на неї ногою і, стоячи на ній, відірвав її». Він жив після цього до правління Усмана.
Муаввіз ібн Афра пройшов повз Хішама, коли той лежав «безпорадний, і вдарив» його, доки не залишив його на останньому подиху. Сам він продовжував битися, доки не був убитий. Потім Абдуллах ібн Масуд пройшов повз Хішама, коли апостол наказав шукати його серед убитих. Абдуллах ібн Масуд сказав, що знайшов його на останньому подиху, поставив ногу йому на шию і сказав: «Чи Бог тебе зганьбив?» Той відповів: «Як Він мене зганьбив? Хіба я щось більш визначне, ніж людина, яку ви вбили? Скажи мені, як пройшла битва». Він сказав йому, що вона закінчилася на користь Аллаха та Його апостола. Хішам сказав: «Високо ти забрався, маленький пастушку». Потім [Абдуллах ібн Масуд] відрубав йому голову і показав її Мухаммаду. Коли Мухаммад побачив його бездиханне тіло на полі бою, він сказав: «Це фараон цієї умми».
Після його смерті курайшити оплакували його, складаючи елегії та реквієми, що зображували його як «шляхетну, щедру та прославлену людину».
Абдуллах ібн Аббас каже, що 84 аяти Корану були явлені щодо Хішама.
Тоді Хішам підійшов до нього, кажучи: «Хіба я не маю зупинити тебе від цього?!» Тож Посланник докорив йому і попередив, щоб той припинив його переслідувати. Хішам тоді сказав Пророку: «Ти погрожуєш мені, коли добре знаєш, що я маю найбільшу підтримку в цій долині Мекки?» Тоді Аллах явив:
9. Чи бачив ти того, який заважає
10. рабу Нашому молитися?
11. Як ти вважаєш — а раптом він був на праведному шляху
12. та закликав до богобоязливості?
13. Як ти вважаєш — а якщо він сприйняв правду за оману та й відвернувся,
14. то чи не знав він, що Аллаг бачить його?
15. Але ж ні! Якщо він не зупиниться, Ми схопимо його за чуб,
16. чуб брехливий, грішний!
17. Нехай кличе своїх захисників!
18. Ми ж покличемо вартових пекла!
19. Але ж ні, не корися йому, а вклонися низько Господу й наближайся до Нього! 
— Аль-Алак 96:9-19  (Якубович) 
Абу Джахль відступив, почувши ці рядки. Ібн Аббас каже, що якби Абу Джахль покликав свою банду, щоб завдати шкоди Посланнику, то Аллах послав би на нього ангелів покарання.
Одного разу Хішам сказав пророку: «Клянуся Аллахом, Мухаммаде, або ти припиниш проклинати наших богів, або ми проклянемо Бога, якому ти служиш». Тоді Аллах явив щодо цього: «Не проклинайте тих, до кого вони моляться, крім Бога, щоб вони не проклинали Бога неправомірно через брак знань». (Сура 6:108)
Коли Коран згадав дерево аз-Заккум, щоб «нагнати страху на курайшитів», Хішам запитав їх: «О курайшити, чи знаєте ви, що таке дерево аз-Заккум, яким Мухаммад вас лякає?» Коли вони сказали, що не знають, він сказав: «Це ятрибські фініки з маслом. Клянуся Аллахом, якщо ми їх дістанемо, ми проковтнемо їх одним махом!» Пізніше Коран продовжує цим аятом:
«Воістину, дерево аз-Заккум — це їжа грішника, подібна до розплавленої міді, що кипить у їхніх животах, як кипляча вода». (Сура 44:43)

Передав Анас ібн Малік: Абу Джахль сказав: «О Аллаху! Якщо цей (Коран) справді є Істиною від Тебе, то пролий на нас дощ із каменів з неба або наклади на нас болісну муку». Тоді Аллах явив: «Але Аллах не покарав би їх, поки ти був серед них, і Він не покарає їх, поки вони просять (Аллахового) прощення…» (8.33) «І чому Аллах не повинен карати їх, коли вони відвертають (людей) від Аль-Масджид-аль-Харам (Священної мечеті Мекки)…» (8.33-34)
Хішам був «сумнозвісний» за своє «безжальне ставлення» до сиріт. Амр, який був опікуном сироти, «відмовився повернути його майно, коли той попросив, і прогнав його». Коран посилається на суру Маун (107:2-3) щодо цього акту жорстокості.

## References
1. ↑  Abu Jahl. Juan Cole.
2. ↑  Hinds, 1991, с. 138.
3. ↑  Hinds, 1991, с. 137—138.
4. ↑  Hinds, 1991, с. 137.
5. ↑  Guillaume, 1955, с. 298.
6. ↑  The Life of Muhammad: A Translation of ibn Isḥāq's Sīrat Rasul Allāh with introduction & notes by Alfred Guillaume, Oxford University Press, 1955.
7. ↑  Letter No.28, 2nd paragraph, Peak of Eloquence (Page-575), ISBN 0-941724-18-2; retrieved 11 January 2015
8. 1 2 3  Guillaume, 1955, с. 304.
9. 1 2  Шаблон:Hadith-usc
10. ↑  Guillaume, 1955, с. 142.
11. ↑  Байхакі
12. ↑  Guillaume, p145
13. ↑  Guillaume, 1955, с. 177—178.
14. ↑  Guillaume, 1955, с. 179.
15. ↑  Guillaume, 1955, с. 135.
16. ↑  Сахіх аль-Бухарі 6.482
17. ↑  Сахіх аль-Бухарі 1.241, також Сахіх аль-Бухарі 4.185, Сахіх аль-Бухарі 4.409, Сахіх аль-Бухарі 5.193
18. ↑  Unal, Tarik (1 березня 2013). Umar Ibn Al-Khattab: Exemplary of Truth and Justice (тур.). Tughra Books. ISBN 978-1-59784-662-2.
19. ↑  Haylamaz, Resit (7 березня 2014). The Luminous Life of Our Prophet (англ.). Tughra Books. ISBN 978-1-59784-681-3.
20. ↑  Guillaume, 1955, с. 131.
21. ↑  Guillaume, 1955, с. 215.
22. ↑  Guillaume, 1955, с. 160.
23. ↑  Guillaume, 1955, с. 222.
24. ↑  Сахіх аль-Бухарі 4.826, Сахіх аль-Бухарі 5.286, Сахіх аль-Бухарі 5.297
25. ↑  Guillaume, 1955, с. 283.
26. ↑  Guillaume, p296
27. ↑  Guillaume, 1955, с. 296.
28. ↑  Muhammad ibn Ishaq. Sirat Rasul Allah. Translated by Guillaume, A. (1955). The Life of Muhammad, pp. 304, 337-338. Oxford: Oxford University Press. "Muhammad ibn Ishaq. Sirat Rasul Allah."
29. ↑  Сахіх аль-Бухарі 4.53.369, Сахіх аль-Бухарі 5.324, Сахіх аль-Бухарі 5.298, Сахіх аль-Бухарі 5.300, Сахіх аль-Бухарі 5.301, Сахіх аль-Бухарі 5.355
30. ↑  "The Pharoah of the Community". Архів оригіналу за 15 жовтня 2017. Процитовано 14 березня 2016.
31. ↑  Guillaume, 1955, с. 162.
32. ↑  Guillaume, 1955, с. 167.
33. ↑  Сахіх аль-Бухарі 6.171, Сахіх аль-Бухарі 6.172
34. ↑  Tantavi, 25:274

## Bibliography
- Guillaume, Alferd (1955). The Life Of Muhammad : A translation of Ishaq's Sirat Rasul Allah. Oxford University Press. ISBN 0-19-636033-1.
- Шаблон:EI2